# 佐志生駅
佐志生駅（さしうえき）は、大分県臼杵市大字佐志生にある、九州旅客鉄道（JR九州）日豊本線の駅である。

## 歴史
- 1947年（昭和22年）10月1日：佐志生仮乗降場として運輸省鉄道局大分管理部が開設[1]。
- 1950年（昭和25年）1月10日：旅客業務取扱開始し停車場化[2]。
- 1984年（昭和59年）
  - 2月1日：荷物扱い廃止[3]。
  - 11月1日：無人化[4]。
- 1987年（昭和62年）4月1日：国鉄分割民営化により九州旅客鉄道が継承[3]。

## 駅構造
島式ホーム1面2線を有する地上駅で無人駅。
1番線を通過線とする1線スルー構造のため、下り列車のうち上り通過列車を待避する列車は2番線に入る。当駅は急カーブ上にあるため高速での通過は出来ず、通過列車は減速を強いられる。

### のりば
| のりば | 路線      | 方向 | 行先     |
| ------ | --------- | ---- | -------- |
| 1      | ■日豊本線 | 下り | 佐伯方面 |
| 2      | ■日豊本線 | 上り | 大分方面 |

## 利用状況
- 2015年度の1日平均乗車人員は66人（前年度比+4人）である。[5]

| 乗車人員推移 | 乗車人員推移 |
| 年度         | 1日平均人数  |
| ------------ | ------------ |
| 2000         | 134          |
| 2001         | 117          |
| 2002         | 113          |
| 2003         | 112          |
| 2004         | 93           |
| 2005         | 80           |
| 2006         | 88           |
| 2007         | 87           |
| 2008         | 83           |
| 2009         | 71           |
| 2010         | 66           |
| 2011         | 62           |
| 2012         | 60           |
| 2013         | 66           |
| 2014         | 62           |
| 2015         | 66           |

## 駅周辺
山の中腹にある駅から麓の港町までは坂道で結ばれている。
- 佐志生郵便局
- 黒島[1]（三浦按針上陸記念碑[1]、黒島城跡、海水浴場）
- 国道217号 - 当駅から東へ少し離れた所を通る。

## 隣の駅
九州旅客鉄道（JR九州）
■日豊本線
幸崎駅 - 佐志生駅 - 下ノ江駅